# Hermelange
 Hermelange  es una comuna y población de Francia, situado en la región de Lorena, departamento de Mosela, en el distrito de Sarrebourg y cantón de Lorquin.
Su población en el censo de 1999 era de 186 habitantes.
Está integrada en la Communauté de communes du Pays des Deux Sarres .

## Demografía
| 118 | 126 | 145 | 153 | 191 | 186 |
| Para los censos de 1962 a 1999 la población legal corresponde a la población sin duplicidades (Fuente: INSEE [Consultar]) |     |     |     |     |     |

- Datos: Q21928
- Multimedia: Hermelange / Q21928

1. ↑  Worldpostalcodes.org, código postal n.º 57790.
2. ↑  INSEE, Datos de población para el año 2012 de Hermelange (en francés).